# Руднєв Микола Олександрович
Ру́днєв Мико́ла Олекса́ндрович  (29 жовтня (10 листопада) 1894, Люторічі, Епифанський повіт, Тульська губернія — 16 жовтня 1918, Царицинський повіт, Саратовська губернія) — радянський військовий діяч, учасник встановлення радянської влади в Україні.
З лютого 1918 року — заступник наркома по військових справах Донецько-Криворізької Радянської республіки.

## Біографія
Народився в сім'ї священика. Закінчив церковно-приходську школу і духовне училище. В 1915 році поступив в Московський університет на історичне відділення, де брав участь у роботі студентського революційного гуртка.
У червні 1916 року був направлений в Московське Олександрівське військове училище. Закінчивши 6-місячні курси училища — в чині прапорщика був призначений командиром 12-ї роти 30-го запасного піхотного полку, розквартированого в Тулі. У жовтні 1917 року підвищений в чині до підпоручика.
Член РСДРП(б) з березня 1917 року. Пізніше був обраний членом полкового комітету і очолив бюро секції військової організації РСДРП(б) Тульського гарнізону. З червня — член Тульського міського комітету РСДРП(б).
Після переведення 30-го полку в Харків був обраний членом виконкому Харківської ради солдатських депутатів. 26 жовтня 1917 року командував полком при спільному із загонами Червоної гвардії нападі на найважливіші об'єкти Харкова та роззброєнні українських військ Центральної ради.
З лютого 1918 року — заступник наркома по військових справах «Донецько-Криворізької Радянської республіки». З квітня — начальник штабу 5-ї Української армії, що відходила з боями від Луганська до Царицина. З липня 1918 року — начальник штабу Царицинського фронту. Командуючи резервної бригадою, в жовтні під час боїв під Царицином був смертельно поранений в населеному пункті Бекетівка (нині район Волгограда).
Був похований 19 жовтня 1918 року спочатку в Царицині, 9 лютого 1919 року перепохований в Харкові на Михайлівській площі (нині — Майдан Героїв Небесної Сотні). 30 листопада 2017 року на засіданні Міської комісії з питань топоніміки та охорони історико-культурного середовища було прийняте рішення про перепоховання на одному з кладовищ міста, але 5 грудня 2017 року під час перевірки місця поховання під могильною плитою нічого не виявили.

## Пам'ятники

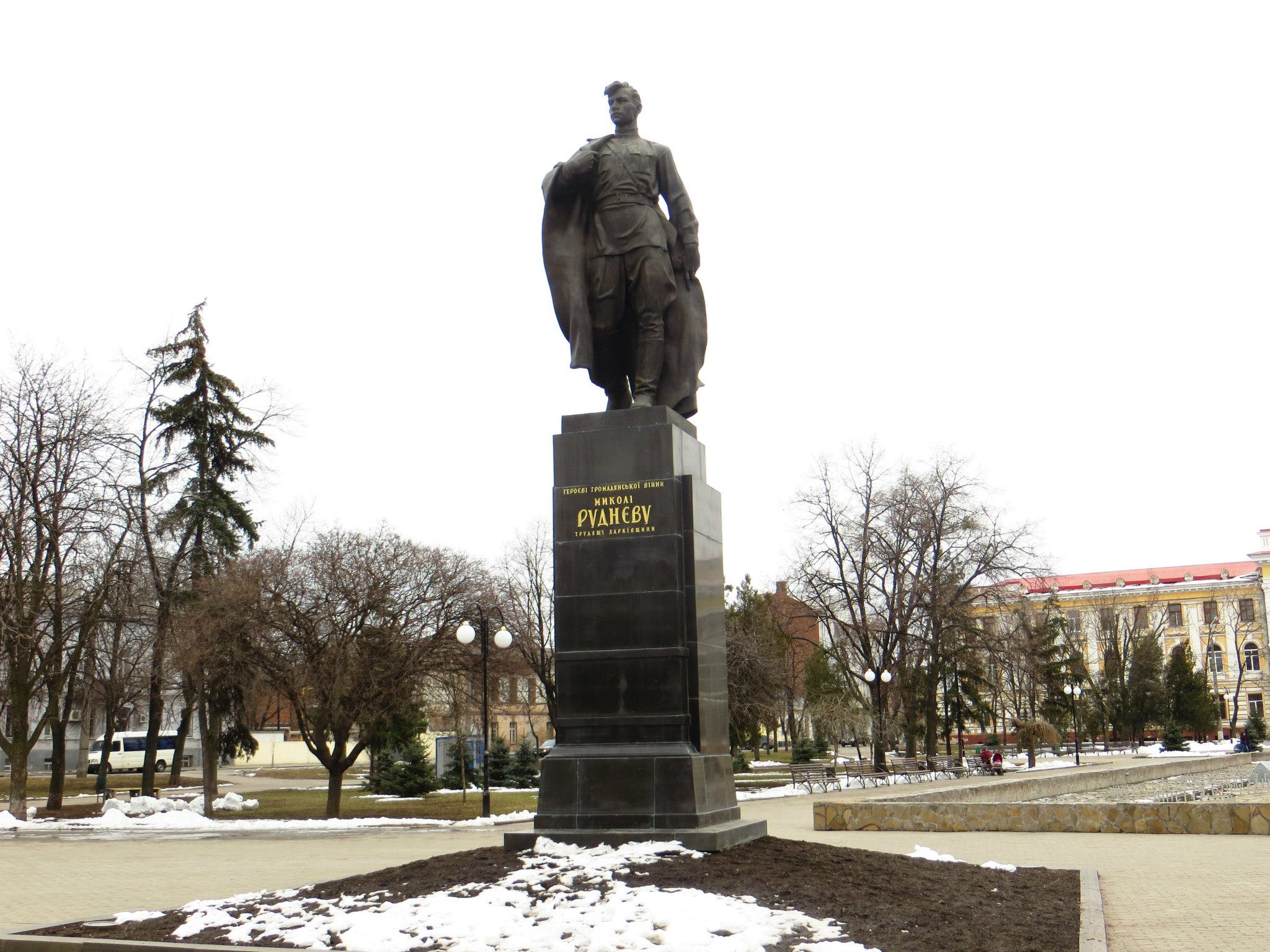
Пам'ятник Миколі Руднєву в Харкові, знесений у квітні 2015 року

Встановлений в Харкові пам'ятник Руднєву був знесений «невідомими» в ніч на 11 квітня 2015 року.
5 грудня 2017 року було виявлено, що його могила, розташована на площі його ж імені в Харкові, виявилася комуністичною підробкою. Під час шурфування місця, де нібито був похований Руднєв, окрім сміття під могильною плитою нічого не знайшли. Надалі буде складено відповідний акт, на підставі якого Мінкультури має змінити статус цього «поховання».
У жовтні 2019 року надгробний камінь з майдану Героїв Небесної Сотні перенесено на друге міське кладовище.